# 1308
Năm 1308 là một năm trong lịch Julius.

## Mất
- 18 tháng 3 – Yuriy I của Halych
- 1 tháng 5 – Albrecht I của Đức, Công tước Áo (bị giết) (sinh 1255)
- 10 tháng 9 – Thiên hoàng Go-Nijō Nhật Bản (sinh 1285)
- 10 tháng 10 – Patrick Dunbar, 8th Earl of Dunbar
- 8 tháng 11 – Duns Scotus, nhà triết học Scotland
- December 21 – Henry I của Hesse (sinh 1244)
- ngày không rõ
  - Vakhtang III của Georgia (sinh 1276)
  - Andrea Morisco
- Đức Phật Hoàng Trần Nhân Tông